# José Neira Jarabo
José Neira Jarabo (c. 1906-1941) va ser un anarquista espanyol.

## Biografia
Electricista de professió, estava afiliat a la CNT-FAI. Després de l'esclat de la Guerra civil es va unir a les milícies anarquistes, on va exercir diversos llocs. El gener de 1937 va ser nomenat comandant de la 59a Brigada Mixta, unitat amb la qual va intervenir en la batalla de l'Alfambra; la seva unitat va sofrir tals baixes que seria dissolta. L'agost de 1938 va rebre el comandament de la 36a Divisió, al front d'Extremadura. Capturat pels franquistes al final de la contesa, seria empresonat.
Va ser afusellat al Cementiri de l'Este Madrid el 26 de setembre de 1941.